# Multioppia gilmartinoi
Multioppia gilmartinoi är en kvalsterart som beskrevs av Subías och Antonio Arillo 1996. Multioppia gilmartinoi ingår i släktet Multioppia och familjen Oppiidae. Inga underarter finns listade i Catalogue of Life.